# 市場通笑
市場 通笑（いちば つうしょう、1737年（元文2年）- 1812年10月2日（文化9年8月27日））は、江戸時代中期から後期に活躍した戯作者、俳人である。名は寧一。字は子彦。別号に教訓亭、三文生等があり、俳号に橘雫がある。通称は小倉屋喜平次。

## 経歴
江戸の生まれ。幼年期に日本橋通油町で表具師を家業とし、その仕事に携わった。
後に戯作の道を開き、1779年（安永8年）に初の自身が執筆した黄表紙を刊行した。後に天明の大火により、横山町に移住する。その後寛政から享和にかけて100種の表紙を発表し、鳥居清長、北尾政美ら浮世絵師が描いた浮世絵を使用した黄表紙を刊行する等、名を馳せた。同時期に俳諧もよくし、俳人としても活躍した。墓所は台東区松が谷の祝言寺。

## 人物
通笑が執筆した作風は当時の戯作では極めて滑稽で、また生涯独身で妹とその夫と住んだという異色の生活を過ごしたため、庶民からは「市中の仙」と呼ばれた。しかし、弟子を愛したり、子供の教訓となったため「教訓の通笑」とも称され、後の戯作者に影響を与えた。

## 主な著作物

### 主著
- 『即席耳学問』- 1790年（寛政2年）刊行。
- 『教訓蚊之呪（教訓蚊の咒）』- 1782年（天明2年）刊行。

### その他の著書

#### 安永
- 『嘘言彌二郎傾城誠』- 1779年（安永8年）刊行。通笑初の黄表紙。
- 『飲中八人前』- 1780年（安永9年）刊行。

#### 天明
- 『思事夢濃枕』- 1781年（天明元年）刊行。
- 『能息子内栄』- 1783年（天明3年）刊行。
- 『もふもふ古和以噺』- 1784年（天明4年）刊行。
- 『魚と水～通和者交』- 1785年（天明5年）刊行。
- 『高砂屋尾上金』- 1786年（天明6年）刊行。
- 『二昔以前の洒落』- 1788年（天明8年）刊行。

#### 寛政・享和
- 『忠孝遊仕事』- 1790年（寛政2年）刊行。
- 『幼馴染花咲祖父』- 1794年（寛政6年）刊行。
- 『和睦香之助』- 1802年（享和2年）刊行。